# Wołczycha
Wołczycha – część wsi Dąbrowica Duża w Polsce, położona w województwie lubelskim, w powiecie bialskim, w gminie Tuczna.
W latach 1975–1998 Wołczycha należała administracyjnie do województwa bialskopodlaskiego.
Wierni kościoła rzymskokatolickiego należą do parafii św. Anny w Tucznej.